# Chlorissa olivaceomarginata
Chlorissa olivaceomarginata là một loài bướm đêm trong họ Geometridae.